# Magda Parus
Magda Parus (ur. 7 grudnia 1975 w Opolu) – polska pisarka i tłumaczka.
Ukończyła studia w Akademii Ekonomicznej (obecnie Uniwersytet Ekonomiczny) w Poznaniu. Po studiach osiadła w Wielkopolsce. Początkowo pracowała w wyuczonym zawodzie, od paru lat zajmuje się tłumaczeniami literackimi z języka angielskiego. 
Debiutowała w 2007 roku pierwszą częścią trylogii o wilkołakach „Wilcze dziedzictwo: Cienie przeszłości”, cyklu łączącego w sobie różne gatunki – horror, powieść drogi, urban fantasy, kryminał, thriller i powieść obyczajową.
Oprócz fantastyki pisze także powieści obyczajowe.

## Twórczość

### Powieści
- 2007 – Wilcze dziedzictwo: Cienie przeszłości[1]
- 2008 – Wilcze dziedzictwo: Przeznaczona[2]
- 2010 – Wilcze dziedzictwo: Ukryte cele[3]
- 2011 – Rodzinnych, ciepłych świąt[4]

### Opowiadania
- Bestie (w antologii Księga strachu 2, 2007)[5]
- Rywal (opowiadanie w odcinkach opublikowane na blogu Agencji Wydawniczej RUNA, Fantazmaty, 2009-2010)[6]